# Sandra Wohlschlager
Sandra Wohlschlager (* 25. Februar 1976 in Wels) ist eine österreichische Politikerin der Freiheitlichen Partei Österreichs (FPÖ). Vom 2. Juli bis zum 22. Oktober 2019 war sie Abgeordnete zum Nationalrat.

## Leben
Sandra Wohlschlager besuchte nach der Volksschule in Wels-Lichtenegg das Bundesrealgymnasium Wels Wallererstraße, wo sie 1994 maturierte. Anschließend absolvierte sie das Kolleg für Tourismus in Bad Leonfelden, die Ausbildung schloss sie 1996 mit Diplom ab.
Danach war sie Rezeptionistin und stellvertretende Direktionsassistentin sowie Leiterin der Reservierungszentrale sowie als Leiterin des Innendienst im Büro eines Versicherungsmaklers tätig.
Wohlschlager ist Mutter zweier Söhne und seit 2013 Obfrau von Abenteuer Familie.

## Politik
Wohlschlager ist seit Mai 2015 Bezirkssekretärin in der FPÖ-Geschäftsstelle Wels und Wels-Land und gehört seit den Gemeinderats- und Bürgermeisterwahlen in Oberösterreich 2015 dem Gemeinderat der Statutarstadt Wels an.
Bei der sie bei der Nationalratswahl 2017 kandidierte sie für die FPÖ hinter Roman Haider auf dem vierten Listenplatz im Regionalwahlkreis Hausruckviertel sowie auf dem zehnten Listenplatz im Landeswahlkreis Oberösterreich. Nach dem Wechsel von Roman Haider ins EU-Parlament mit 2. Juli 2019 rückte sie für ihn in der XXVI. Gesetzgebungsperiode als Abgeordnete zum Nationalrat nach. Nach der Nationalratswahl 2019 schied sie aus dem Nationalrat aus.